# François-Emmanuel Guignard de Saint-Priest
François-Emmanuel Guignard, conte di Saint-Priest (Grenoble, 12 marzo 1735 – 26 febbraio 1821), è stato un politico e diplomatico francese.

## Biografia

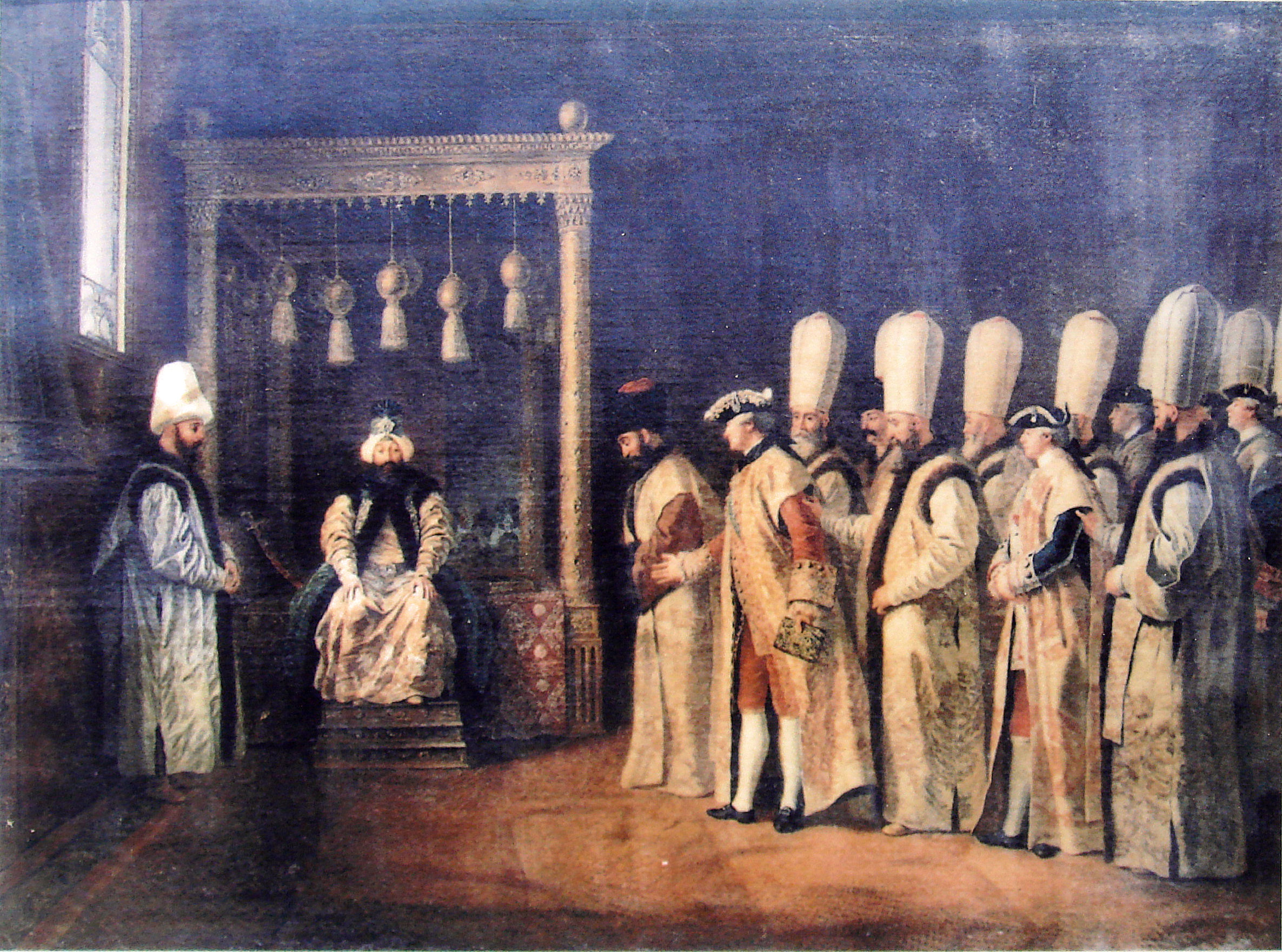
Saint Priest alla Porta Ottomana, Antoine de Favray, 1767.

Nato a Grenoble, divenne cavaliere dell'Ordine di Malta a cinque anni e a quindici iniziò la carriera militare. Nel 1763 abbandonò le armi con il grado di colonnello e per i successivi quattro anni rappresentò la corte di Francia in Portogallo.
Saint Priest fu inviato come ambasciatore nel 1768 nell'Impero ottomano, dove rimase fino al 1785. Le sue Mémoires sur l'ambassade de France en Turquie et le commerce des Français dans le Levant furono pubblicate solo nel 1877.
Nel 1788 succedendo a Jacques Necker assunse la carica di ministro senza portafoglio. Nell'agosto del 1790, dopo la presa della Bastiglia, fu nominato da Luigi XVI Ministero dell'interno.
Con il progredire della Rivoluzione francese e l'ascesa dell'Assemblea nazionale costituente, cominciò il suo declino politico, che terminò con l'abbandono della carica nel 1791.
Nel 1795 si unì al conte di Provenza, futuro re Luigi XVIII, a Verona e successivamente lo accompagnò con la sua corte in esilio a Blankenburg e Mittau. Nel 1808, in disaccordo con le politiche di Luigi XVIII, si ritirò in Svizzera. 
Morì nel 1821.

## Opere

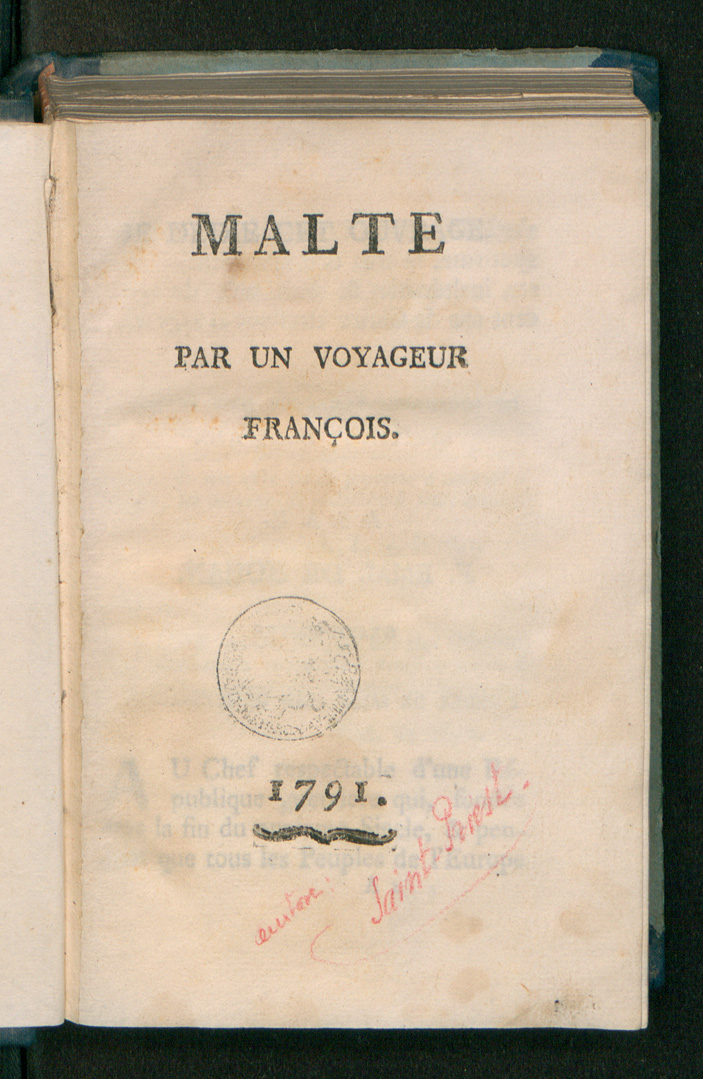
Malte, 1791

- Malte, vol. 1, 1791.
- Malte, vol. 2, 1791.
- Mémoires sur l'ambassade de France en Turquie et le commerce des Français dans le Levant, 1877.